# Port lotniczy Lourdes
Port lotniczy Lourdes – międzynarodowy port lotniczy położony 10 km na północ od Lourdes i 9 km na południowy zachód od Tarbes, w południowej Francji. W 2018 obsłużył 462 tys. pasażerów.

## Linie lotnicze i połączenia
| Linia lotnicza | Kierunek                                                                                            |
| -------------- | --------------------------------------------------------------------------------------------------- |
| AlbaStar       | Sezonowo: 1. Mediolan-Bergamo                                                                       |
| EasyJet        | 1. Mediolan-Malpensa                                                                                |
| Ryanair        | 1. Bruksela-Charleroi 2. Dublin 3. Londyn-Stansted 4. Malta 5. Mediolan-Bergamo Sezonowo: 1. Kraków |
| Volotea        | 1. Paryż-Orly Sezonowo: 1. Katania 2. Neapol 3. Palermo 4. Rzym-Fiumicino                           |